# 吉普里
吉普里（法語：Guipry，法語發音：[ɡipʁi]）是法国伊勒-维莱讷省的一个旧市镇，位于该省西南部，属于勒东区。2016年，吉普里与市镇梅萨克合并为新市镇吉普里-梅萨克，吉普里为新市镇行政中心。

## 地理
吉普里（47°49'29"N, 1°50'34"W）面积50.35 平方千米，位于法国布列塔尼大區伊勒-维莱讷省，该省份为法国西北部沿海省份，位于布列塔尼半岛东部，北濒大西洋，西接阿摩尔滨海省和莫尔比昂省，南至大西洋卢瓦尔省，西南端接曼恩-卢瓦尔省，东临马耶讷省，东北与芒什省接壤。
与吉普里接壤的市镇（或旧市镇、城区）包括：朗贡、皮普里亚克、洛埃阿克、圣马洛德菲利、梅萨克、略龙、吉尼昂。
吉普里的时区为UTC+01:00、UTC+02:00（夏令时）。

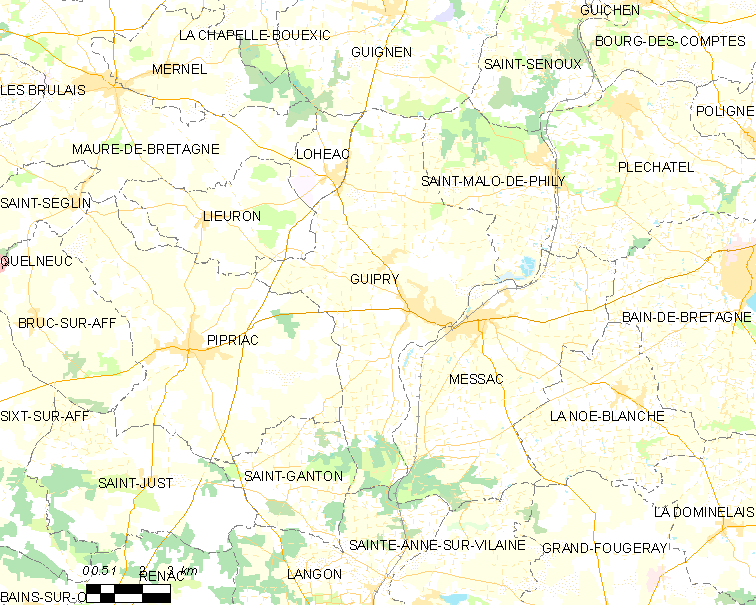
吉普里的OSM定位图

## 行政
吉普里的邮政编码为35480，INSEE市镇编码为35129。

## 政治
吉普里所属的省级选区为勒东县。

## 人口

1962-2008年间吉普里人口变化图示

吉普里于2018年1月1日时的人口数量为3830人。